# Luktsinne

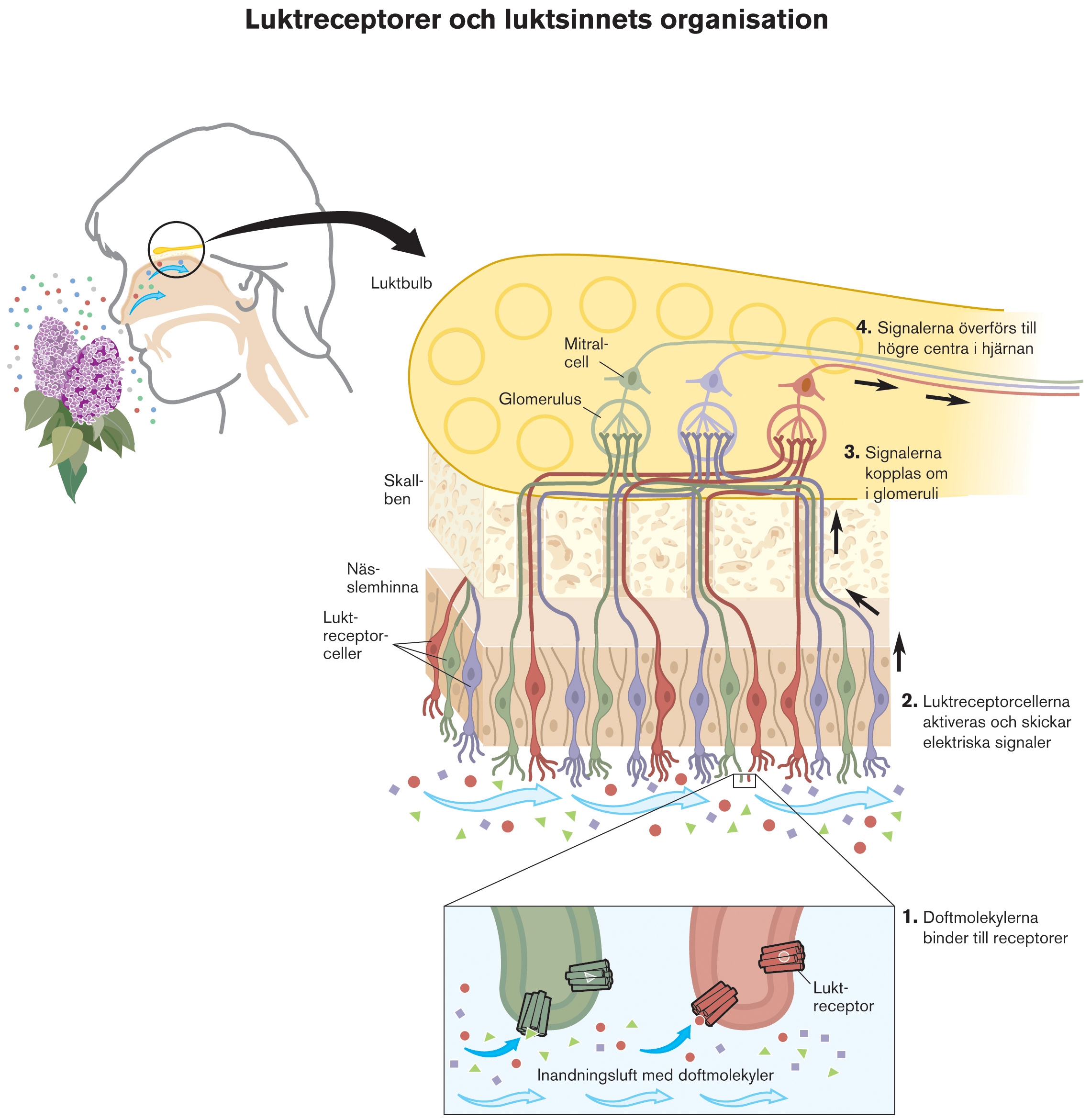
Schematisk bild över hur luktorganet fungerar. (1) Luktämnen når luktreceptorer på luktreceptorcellerna. (2) Depolarisation av membranet sker vilket skickar vidare en elektrisk signal som vidareleds till glomerulus (3) på luktbulben genom neurotransmission via synapser och från luktbulben går signalerna vidare till högre hjärncentra (4).

Luktsinnet är det sinne som gör att människor och djur kan känna lukt. Människans luktreceptorer, det vill säga de sinnesceller som registrerar luktämnen, sitter samlade i ett litet organ högst upp i nästaket, area olfactoria. Detta epitelområde består av luktnervceller, stödceller och basalceller. Luktnervcellerna har cilier som receptorerna är placerade på, detta för att öka ytan av epitelet. Varje luktnervcell är kopplad till enbart en typ av receptor. Vävnaden innehåller även körtlar som producerar slem som har till uppgift att skydda cilierna och även hjälpa till att fånga doftämnen. Insekternas luktorgan brukar vara placerat på känselspröten. Luktknölen ligger ovanpå näshålans tak, på silbensplattan. Det är en utväxt av hjärnan som tar emot luktnervcellernas axon och kopplar om dem till hjärnans nervceller.
Luktorganet hos människan och andra högre organismer kan betraktas som en komplicerad molekyldetektor och liksom smaksinnet är luktsinnet en form av kemoreception. Med luktsinnet kan vi urskilja 650 proteiner och ungefär 10 000 kombinationer av dessa.
Jämfört med människans luktsinne kan luktsinnet hos andra djur vara både komplexare och mer specialiserat på andra dofter. Hos hunden upptar luktcentrum ungefär en tredjedel av hjärnan, hos människan en tjugondel.

## Historia
Lucretius (100-talet f.Kr.) postulerade att luktsinnet fungerade genom att känna igen formen på olika former och storlekar på luktpartiklar. Den moderna teorin verifierades av Richard Axel och Linda B. Buck som 2004 fick nobelpriset i fysiologi eller medicin för att de visat hur luktsinnet fungerar genom att klona olika luktreceptorprotein och sedan para ihop dessa med olika luktämnen.

## Luktreceptorer
Människan har cirka 650 olika typer av luktreceptorer, men vi kan känna igen (särskilja) ungefär 10 000 olika lukter.
De G-proteinkopplade receptorerna, Golf, som sitter på luktreceptorcellernas yta utgör den största proteinklassen och ungefär tre procent av våra gener används för att producera luktreceptorerna. Ett doftämne binder in till Golf som i sin tur aktiverar cAMP som binder direkt till Ca+-kanaler vilka öppnas och depolariserar cellmembranet genom att kloridjoner också sipprar in. Depolarisationen startar en aktionspotential om den är tillräckligt stark för att nå över en tröskelnivå. Luktreceptorcellernas axon leder till olika glomerulus där andra nervceller för signalen vidare till hjärnan via luktnerven (kranialnerv I, n. olfactorius). 
Signalerna från luktreceptorerna går till hjärnans olika luktcentra. Dessutom leder nerver direkt från glomerulus till det limbiska systemet och framkallar känslor. Luktsinnet är det enda sinne vars nerver inte kopplas om i talamus på sin väg till storhjärnan.

## Feromoner och olfaktionen
Många djur har två separata luktorgan, ett av dessa det vomeronasala organet (Jacobsons organ) är specialiserat för att registrera feromoner, ett slags luktburna könshormoner. Ormar registrerar lukt genom att sticka ut tungan och sedan slicka på det accesoriska luktorganet som sitter i vomern mellan näsa och mun. 
Kvinnor har starkast lukt under ägglossningen och har på grund av högre prolaktinvärden generellt sett bättre luktförmåga än män. Man har gjort studier som visar att kvinnor och andra djurhonor föredrar att deras partner har en lukt som avspeglar en annorlunda immunologisk profil (HLA-antigen) något som kan antas ge avkomman ett mer heltäckande immunförsvar.

## Luktämnen
För att ett ämne skall lukta krävs att dess molekyler har ett ”handtag” som luktreceptorn kan gripa tag i. Metan, den enklaste av organiska föreningar, har inte något sådant handtag och är därför helt luktfritt. Om en av metanets väteatomer ersätts med en hydroxigrupp (-OH) får man metanol, som har en svag spritlukt, men om man i stället ersätter väteatomen med en SH-grupp får man en starkt illaluktande förening, metantiol, som är ett naturligt förekommande ämne, bland annat kan det bildas i vår munhåla.

## Lukt och smak
Det som vi uppfattar som smak beror till stor del på våra luktintryck. Medan smakreceptorerna enbart kan skilja mellan fem olika grundsmaker (sött, salt, surt, beskt och umami) så kan luktsinnet urskilja hundratals olika dofter i extremt små kvantiteter. I engelskan finns ordet flavor där luktsinne, smaksinne och trigeminusnerven tillsammans bidrar till "smaken" medan man i svenska språket inte särskiljer taste (ren smak) från flavor.

## Åldrandets betydelse
Med stigande ålder avtrubbas känsligheten för luktämnen. I snitt vart tjugoandra år halveras människans förmåga att känna en viss lukt. För att ett luktämne skall förnimmas lika starkt hos en 44-åring som hos en 22-åring måste med andra ord koncentrationen av ämnet vara dubbelt så stor för 44-åringen.

## Användningsområden
De tusentals miljarder dofter vi kan urskilja har en stark koppling till amygdala och därmed kan doftupplevelser framkalla starka känslor. Därför kan doftämnen användas inom vården för att ersätta smärtstillande läkemedel vid operationer, eftersom doftupplevelsen kan verka som en slags hypnos som ger upphov till en avskärmning som blockerar obehagskänslan. Olika sjukdomar utsöndrar specifika dofter som möjliggör tidig diagnostisering av exempelvis parkinsonpatienter. Joy Milne, som besitter ett extraordinärt luktsinne, lyckades tack vare detta upptäcka sin mans diagnos tio år innan symtomen blev synliga. I Israel forskas det på att kunna framställa en så kallad "Na-nose" som ska kunna upptäcka olika sjukdomar i ett tidigt stadium genom att analysera utandningsluft med hjälp av artificiell intelligens som efterliknar vårt luktsinne. En målsättning är att denna "näsa" ska kunna kopplas till mobiltelefoner eller klockor som ständigt kan analysera vårt tillstånd och identifiera eventuella sjukdomar innan symtom uppvisas. I och med luktsinnets koppling till amygdala och hippocampus kan dofter framkalla känslor och minnen innan dessa synliggörs för oss. Doftupplevelser har på så sätt kunnat användas för att motverka våldsbeteenden hos brottslingar i fängelser. Detta genom att diskutera vilka känslor och minnen olika dofter associeras med vilket möjliggör ett återfående av kontakt med sig själv. Doftminnen visar sig även vara det känslominne som varar längst, vilket innebär att olika lukter kan framkalla starka nostalgikänslor från barndomen.

## Sjukdomar i luktsinnet
- Anosmi - oförmåga att förnimma ett eller flera luktämnen
- Hyperosmi - överfunktion i luktsinnet
- Hyposmi - underfunktion av luktsinnet
- Dysosmi - att saker luktar annorlunda än de borde
- Phantosmi - fantomlukter som ofta är obehagliga